# ゲームズマンシップ
ゲームズマンシップ（英: gamesmanship）とは、ゲームやスポーツにおいて、勝利、または、圧倒的優位を得る目的で行われる、反則とまで言えないものの好ましくない行為である。また、望ましい結果を得るために、あらゆる怪しい手段も厭わず使い、反則ギリギリのルールの限界を攻める。とも言及される。
ゲームズマンシップは、スポーツのためにプレーするという考え方に由来するスポーツマンシップとは対照的に、ゲームのため（どんなことをしても勝利するため）にプレーするという考え方から発生したと推察されており、1947年のスティーブン・ポッターのユーモラスな著作「The Theory and Practice of Gamesmanship: or the Art of Winning Games without Actually Cheating」（→ゲームズマンシップの理論と実践 - または、実際に不正行為をせずにゲームに勝つ技術）により普及した。ただし、それ以前の1939年のイアン・コスターの自伝的著作「Friends in Aspic」では、フランシス・メイネルに帰属する言葉として記述されている。

## 概要
ポッターはゲームズマンシップについて、哲学者のC・E・M・ジョードとペアを組み挑んだ、若くて体格の良い大学生男性ペアとのテニスの試合で着想を得たとしている。
この試合では、相手ペアが優位に立ち、快適にプレイしていた展開の中、ジョードのサービスリターンが、バックライン12 ft (3.66 m)後方のバックネットに直撃した場面で、相手が次のサービスの準備に入った。そこでジョードは、落ち着いた口調で「はっきりと仰っていただけますか。ボールがインなのかアウトなのか。」とネット越しに呼びかけた。この指摘に対し、相手ペアはポイントのやり直しを申し出たものの、ジョードは受け入れずに試合は続けられた。礼儀正しい若者である彼らは、ジョードの些細な忠告であっても、エチケットやスポーツマンシップに問題があるとされたことを極めて不快に感じ、試合へ集中することができなくなり、ポッターとジョードのペアが勝利した。
ゲームズマンシップについて、ポッターはルールはただ一つ、流れを壊すこと（BREAK THE FLOW）と主張している。

## テクニック
ゲームズマンシップのテクニックとしては以下のようなものがある。
- 対戦相手の邪魔になりそうな（実際にはなっていない）他の人に苦情を入れることで気をそらす。「優れたゲームズマンは、優れたスポーツマンのように見えなければならない」と主張するポッターは、このアプローチを推奨している。例えば、ビリヤードで相手がショットしようとする場面で、落ち着きなく動いたり、口笛を吹くことは悪いアプローチだが、観客に対して大声で沈黙を要求することは良いアプローチであると述べている[7]。
- テニスにおいて、サービスの間隔を長くしてレシーバーを待たせる、レシーブ時にはサーバーの気を散らせるような位置取りをする、相手が上手くいっている場面でメディカルタイムアウトを取るといった行為[8]。
- アメリカンフットボールにおいて、相手がフィールドゴールやエクストラ・ポイントを狙える場面で、タイムアウトを取る行為。キッカーに余分な時間を与えることでストレスをかけることを意図し、場合によっては複数回のタイムアウトを使用することもある。この行為は、一般的に「アイシング・ザ・キッカー（英語版）」と呼ばれている。